# Bordeaux Harbour
Bordeaux Harbour är en vik i kronbesittningen Guernsey). Den ligger i den nordöstra delen av landet.